# Rio Baba (Putna)
O Rio Baba é um rio da Romênia afluente do rio Putna, localizado no distrito de Vrancea.